# Ben (bài hát)
"Ben" là ca khúc Don Black và Walter Scharf sáng tác, do Michael Jackson thu âm cho nhãn hiệu Motown năm 1972. Ban đầu nó được phát hành như một đĩa đơn, sau này xuất hiện như một track trong album Ben, album solo thứ hai của Michael Jackson. Ca khúc là bài hát thứ hai quán quân Hot 100 của Jackson với vai trò là một nghệ sĩ solo, đồng thời cũng đứng thứ hạng cao ở ngoài Hoa Kỳ, đạt vị trí quán quân ở Australia và thứ 7 tại Liên hiệp Anh.

## Bảng xếp hạng
| Bảng xếp hạng (1972)             | Vị trí cao nhất |
| -------------------------------- | --------------- |
| Australian Kent Music Report     | 1               |
| UK Singles Chart                 | 7               |
| US Billboard Hot 100             | 1               |
| Bảng xếp hạng (2009)             | Vị trí cao nhất |
| Australian ARIA Singles Chart    | 14              |
| Irish Singles Chart              | 24              |
| UK Singles Chart                 | 46              |
| U.S. Billboard Hot Digital Songs | 75              |